# Курай содовий
Курай содовий (Salsola soda) — вид рослин з родини амарантових (Amaranthaceae), поширений у пн.-зх. Африці, південній частині Європи, західній та центральній Азії.

## Опис

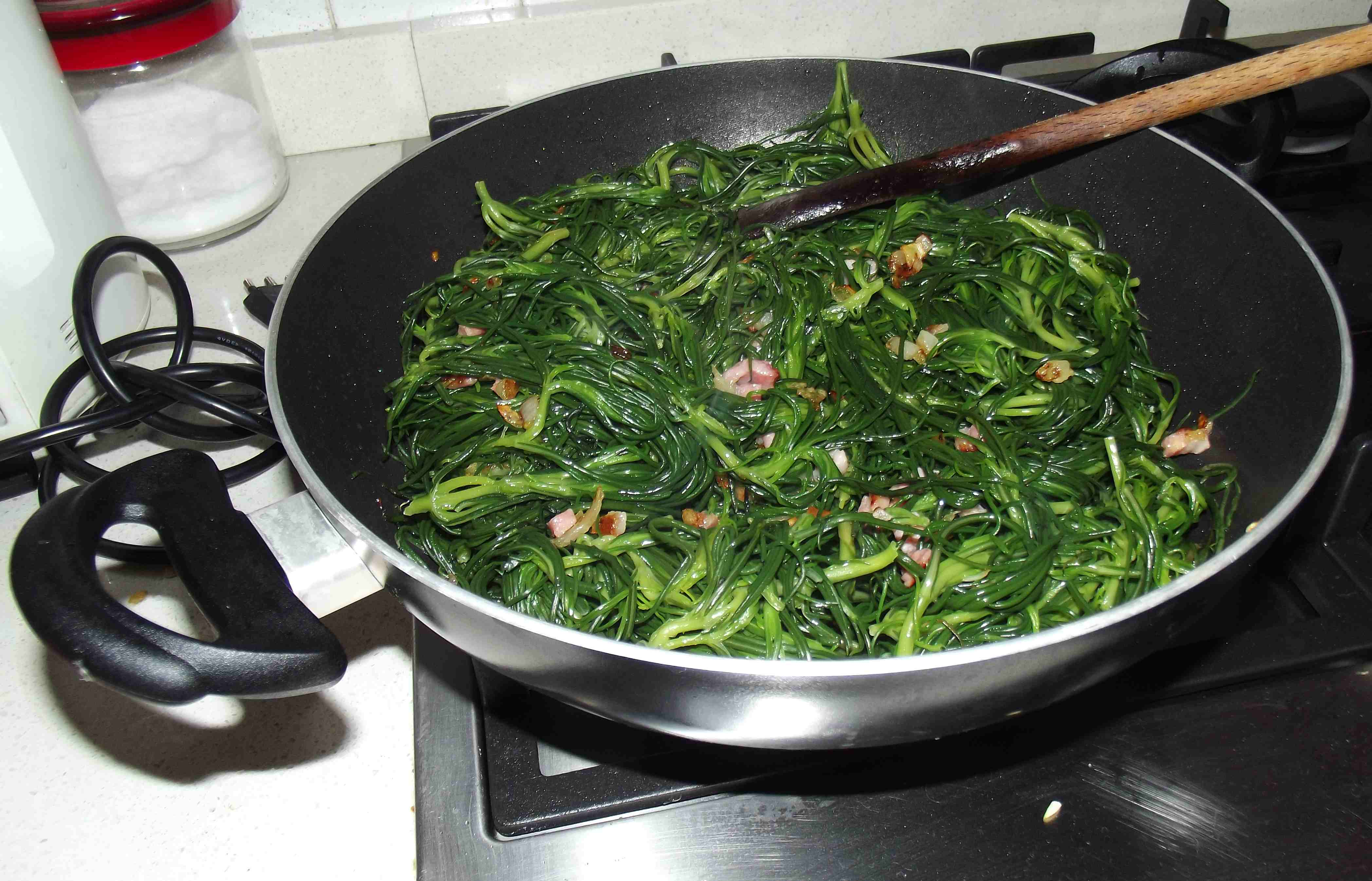
Курай содовий обсмажений з цибулею і беконом

Однорічна рослина, 10–15 см заввишки. Нижні листки при основі розширені, на кінчиках щетинконосні, 2.5–7 см завдовжки, зазвичай довші за міжвузля. Приквіткові листки в нижній частині розширені, у верхній звужені, з 1 добре розвиненою квіткою в пазусі, рідше з 1 великим і 2 дрібнішими бічними квітками. 

## Поширення
Поширений у пн.-зх. Африці, південній частині Європи, західній та центральній Азії.
В Україні вид зростає на солончаках, солонцюватих луках, берегах морів і солоних озер — на півдні Степу і в Криму.